# Skall du någonsin bli min?
Skall du någonsin bli min? är en sång skriven av Magnus Andersson och Lars Waldefeldt, och inspelad av Magnus kvintett och utgiven 1964 som B-sida till singeln Monica.
Sången spelades även in av Tre blå 1974 på albumet Gamla blåtiror., av Vikingarna 1975 som B-sida till singeln "Eva".
Den spelades också av Bennys 1975 på albumet Tillsammans igen. och 1978 av Bosse Påhlsons på albumet Våran tredje. och 1981 av Tomtélius på albumet Alpens ros.
Sången spelades även in 1983 av Wallonerna på albumet Dansmusik. och av Saints.
1989 spelades sången in av Stefan Borsch orkester på albumet I afton dans, vol. 7.
2002 spelades den in av Loffes, och släpptes på singel, med "Får jag komma hem igen?" som B-sida.

### Fotnoter
1. ↑  ”Monica”. Svensk mediedatabas. 28 juni 1965. http://smdb.kb.se/catalog/id/001455980. Läst 19 september 2014.
2. ↑  ”Monica”. Svensk mediedatabas. 28 juni 1965. http://smdb.kb.se/catalog/id/001455980. Läst 19 september 2014.
3. ↑  ”Discografi”. Magnus kvintett. 28 juni 1964. Arkiverad från originalet den 6 mars 2011. https://web.archive.org/web/20110306002205/http://www.magnuskvintett.se/MAGNUS/discografi.html. Läst 19 september 2014.
4. ↑  ”Tre blå”. Svensk mediedatabas. 28 juni 1974. http://smdb.kb.se/catalog/id/001884593. Läst 19 september 2014.
5. ↑  ”Eva”. Svensk mediedatabas. 28 juni 1975. http://smdb.kb.se/catalog/id/001555238. Läst 19 september 2014.
6. ↑  ”Bennys”. Svensk mediedatabas. 28 juni 1975. http://smdb.kb.se/catalog/id/001885068. Läst 19 september 2014.
7. ↑  ”Våran tredje”. Svensk mediedatabas. 28 juni 1978. http://smdb.kb.se/catalog/id/001886656. Läst 19 september 2014.
8. ↑  ”Alpens ros”. Svensk mediedatabas. 28 juni 1981. http://smdb.kb.se/catalog/id/001888020. Läst 19 september 2014.
9. ↑  ”Dansmusik”. Svensk mediedatabas. 28 juni 1983. http://smdb.kb.se/catalog/id/001888844. Läst 19 september 2014.
10. ↑  ”Saints”. Svensk mediedatabas. 28 juni 1983. http://smdb.kb.se/catalog/id/001891195. Läst 19 september 2014.
11. ↑  ”I afton dans : vol. 7”. Svensk mediedatabas. 28 juni 1989. http://smdb.kb.se/catalog/id/001483325. Läst 19 september 2014.
12. ↑  ”Ska du någonsin bli min?”. Svensk mediedatabas. 28 juni 2002. http://smdb.kb.se/catalog/id/001550425. Läst 19 september 2014.